# Mrówkolew drzewny
Mrówkolew drzewny (Dendroleon pantherinus) – euroazjatycki gatunek sieciarki z rodziny mrówkolwowatych (Myrmeleontidae). Jest gatunkiem typowym rodzaju Dendroleon.
Z terenu Polski został wykazany w pierwszej połowie XIX wieku (przed 1837) tylko jeden raz ze Wzgórz Trzebnickich i od tamtej pory nie odnotowano jego obecności w kraju.
Ubarwienie żółte do ciemnobrązowego z wyraźnymi plamami na skrzydłach. Długość skrzydeł 20–32 mm, długość odwłoka 18–20 mm. Samice są podobne do samców. 
Larwy nie budują pułapek w piasku, jak to robią gatunki z rodzaju Myrmeleon, lecz żyją w próchnie drzew. Czasami są spotykane w budynkach.
W Polskiej Czerwonej Księdze Zwierząt - Bezkręgowce został zaliczony do kategorii EX (gatunki zanikłe).